# 飯野郡
飯野郡為過去日本三重縣轄下的郡，已於1896年4月1日與飯高郡合併為飯南郡。
在1879年實施郡區町村編制法時的轄區位於現在的松阪市東南部地區。

## 歷史
「飯野」的名稱來傳說中垂仁天皇的皇女倭姬命曾在此地祭祀天照大神的「飯野之高宮」，過去原本屬於伊勢神宮的神郡多氣郡，664年從多氣郡中分出並成為天皇領地，到889年宇多天皇將其再捐給伊勢神宮成為神郡。但在14世紀後為北畠氏在伊勢國崛起，取代了伊勢神宮成為此地的實質支配者。
江戶時代後大部分區域成為津藩領地，另有部分區域屬於鳥羽藩和紀州藩；19世紀末明治維新實施廢藩置縣後，這些區域分別給隸屬津縣、鳥羽縣和和歌山縣，直到1872年的第一次府縣整併中，全數被劃入度會縣，但在1876年的第二次府縣整併中又隨著度會縣一同併入三重縣。
在1879年實施郡區町村編製法時，正式的設置了近代的行政區劃「飯野郡」，並在松阪城下（位於現在的松阪市）設置「飯高飯野郡役所」，同時負責管轄飯高郡和飯野郡。

### 沿革

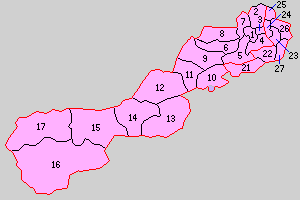
1889年飯野郡轄下的行政區劃：
21.射和村、22.神山村、23.櫛田村、24.朝見村、25.西黑部村、26.機殿村、27.漕代村
（桃色：現屬松阪市、1 - 17屬飯高郡）

- 1889年4月1日：實施町村制，飯野郡下設：射和村（日语：射和村）、神山村（日语：神山村 (三重県)）、櫛田村（日语：櫛田村 (三重県)）、朝見村（日语：朝見村）、西黑部村（日语：西黒部村）、機殿村（日语：機殿村）、漕代村（日语：漕代村）。（7村）
- 1896年4月1日：日本實施郡制（日语：郡制），飯野郡和飯高郡合併為飯南郡。[2]